# 奈良県道・三重県道785号山添桔梗が丘線
奈良県道・三重県道785号山添桔梗が丘線（ならけんどう・みえけんどう785ごう やまぞえききょうがおかせん）は、奈良県山辺郡山添村から三重県名張市に至る一般県道である。

## 概要
奈良県山辺郡山添村大字遅瀬から三重県名張市蔵持町里に至る。
奈良県の区間では名張川に沿って通る。小型車一台分の幅の区間も存在する。

### 路線データ
- 起点：奈良県山辺郡山添村大字遅瀬（国道25号交点、奈良県道181号遅瀬西波多線起点）
- 終点：三重県名張市蔵持町里（里2交差点、三重県道57号上野名張線交点）

## 路線状況

### 重複区間
- 国道368号（三重県名張市八幡・八幡工業団地1交差点 - 名張市蔵持町里・里交差点）

### 道路施設

#### 橋梁
- 奈良県
  - 広瀬橋（名張川、山辺郡山添村）
- 三重県
  - 入野橋（小波田川、名張市）

## 地理

### 通過する自治体
- 奈良県
  - 山辺郡山添村
- 三重県
  - 名張市

### 交差する道路
| 交差する道路                              | 都道府県名 | 市町村名 | 市町村名 | 交差する場所   | 交差する場所        |
| ----------------------------------------- | ---------- | -------- | -------- | -------------- | ------------------- |
| 国道25号 / 旧道 奈良県道181号遅瀬西波多線 | 奈良県     | 山辺郡   | 山添村   | 大字遅瀬       | 起点                |
| 国道25号 / E25 名阪国道                   | 奈良県     | 山辺郡   | 山添村   | 大字遅瀬       | [ 注釈 1 ]          |
| 奈良県道・三重県道782号上笠間八幡名張線   | 三重県     | 名張市   | 名張市   | 八幡（やばた） |                     |
| 国道368号 重複区間起点                    | 三重県     | 名張市   | 名張市   | 八幡           | 八幡工業団地1交差点 |
| 国道368号 重複区間終点                    | 三重県     | 名張市   | 名張市   | 蔵持町里       | 里交差点            |
| 三重県道57号上野名張線                    | 三重県     | 名張市   | 名張市   | 蔵持町里       | 里2交差点 / 終点    |

### 沿線
- 名張川
- 近鉄大阪線 桔梗が丘駅